# Aiglhof

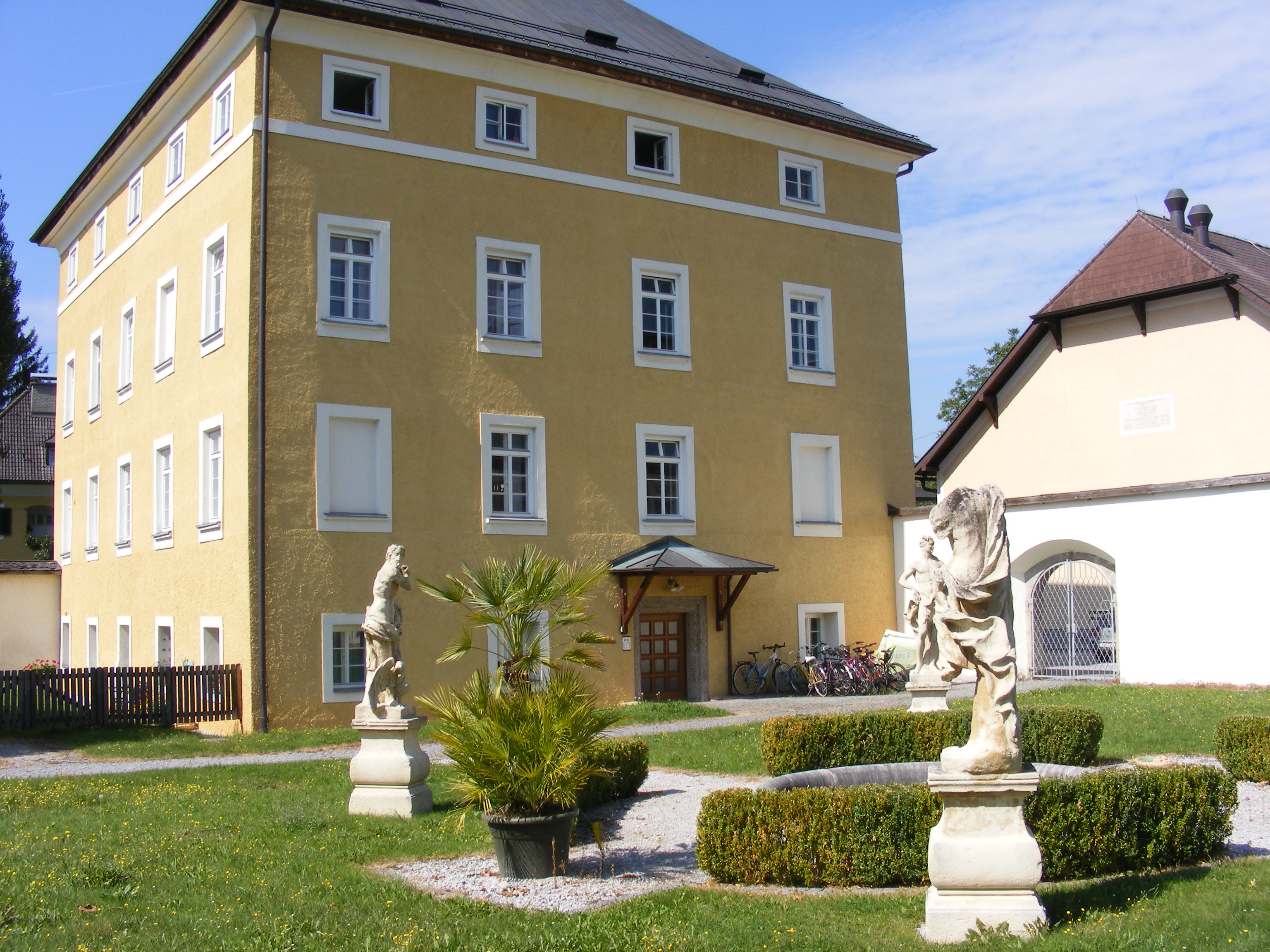
Der Aiglhof

Der Aiglhof ist eine ehemalige Hofanlage im Salzburger Stadtteil von Mülln.

## Anfänge
Erstmals taucht der alte Hof im 14. Jahrhundert auf, als die Herrn von Kuchl das Lehenswesen 1377 samt den umgebenden Gründen an Paul Köllerer (Köllrer) verkauften. Köllerer seinerseits schenkte den Hof seiner Tochter anlässlich deren Vermählung mit Georg Aigl, der einer alten Salzburger Patrizierfamilie entstammte. 1511 erwarb Pachaimer, der damalige Hofkanzler, den Hof; er wurde 1525 im Zuge der Bauernkriege schwer beschädigt. 1588 kam der Hof durch Catharina Aigl zur Familie Thenn. Fürsterzbischof Wolf Dietrich von Raitenau erwarb das Anwesen 1592, verkaufte es allerdings nach vier Jahren an seinen Münzmeister Christoph Geizkofler. 1600 kaufte es der Domherr von Wolkenstein, der 1604 verstarb. Abt Martin Hattinger von St. Peter kaufte den Aiglhof im Jahr 1604. 

## Besitz des Stiftes St. Peter (1604–1921)
Die Äbte von St. Peter, angefangen mit Hattinger, wollten dem Anspruch der Salzburger Landesfürsten entsprechen und ließen sich Schlösser wie den nun umgebauten Aiglhof am Rande der Stadt einrichten, um ein repräsentatives Auftreten zu ermöglichen und Orte der Erholung zu schaffen. Nach grundlegenden Arbeiten um 1605 baute jeder Abt sukzessive weiter; unter Abt Placidus Mayrhauser (1704–1741) überragte allerdings die wirtschaftliche Funktion; Stallungen wurden ausgebaut. Von 1796 bis 1799 ließ Abt Dominikus von Hagenauer den Aiglhof im großen Stil erweitern. Zwei Etagen standen seither dem Abt zur Verfügung, zwei weitere waren für Personal und den Bewirtungsapparat eingerichtet. Ebenso gab er die dortige Schlosskapelle mit dem Altarblatt von Martin Johann Schmidt (Kremser Schmidt) in Auftrag. Das Bild stellt die Begegnung Christi mit dem ungläubigen Thomas dar. Bisherige Nebenbauten (inklusive Kapelle) wurden abgetragen, um dem neuen Ziergarten von Abt Dominikus zu weichen, der den Hof für Empfänge und Gäste verwendete und sich häufig dort aufhielt. 
Im 19. Jahrhundert wurde der Aiglhof zur Klosterwäscherei umfunktioniert. 

## 20. und 21. Jahrhundert
Ab 1921 wurden die Gründe des Hofs parzelliert und an die Stadt Salzburg verkauft. 1940 entstand auf dem Gelände durch die Deutsche Arbeitsfront (DAF) die Neue Heimat (Aiglhofsiedlung). 1954 wurde hier eine Gärtnerei eingerichtet.